# Ванилиновая кислота
Ванилиновая кислота (4-гидрокси-3-метоксибензойная кислота) — органическая кислота, 3-монометиловый эфир протокатеховой кислоты.

## Свойства
Порошок или мелкие кристаллы белого или светло-жёлтого цвета. Обладают приятным запахом.
Соли ванилиновой кислоты называются ванилатами. Ванилат натрия образуется при добавлении в раствор ванилина в толуоле раствора едкого натра в метиловом спирте. Густой белый осадок отделяется центрифугированием, промывается эфиром и высушивается. Выход ванилата натрия — 74%.

## Нахождение в природе
Промежуточный продукт биоконверсии феруловой кислоты в ванилин.
Побочный продукт метаболизма кофейной кислоты, обнаруживается в моче людей, употреблявших в пищу сладости с ванилью или шоколад, либо пивших чай, кофе.
Ванилатдеметилаза Acinetobacter и Pseudomonas катализует окисление ванилиновой кислоты до протокатеховой кислоты по схеме
 + O2 + NADH + H+ {\displaystyle \rightleftharpoons }  + NAD+ + H2O + 

## Получение
Продукт окисления ванилина (окисление оксидом серебра, выход 83—95%), кониферина и ацетилэвгенола. Продукт щелочного расщепления пеонина.

## Применение
Обладает антибактериальным, противогрибковым, противоглистным, и противовоспалительным действием.
Связывает дифенилпикрилгидразил (ДФПГ).
Используется в органическом синтезе: при взаимодействии ванилиновой кислоты с карбонатом кальция в кипящем растворе уксусной кислоты образуется (с низким выходом) апоцинин.
Осаждает торий из растворов с образованием основного ванилата тория (C8H7O4)3ThOH.